# 조이드 (생물학)
조이드(zoid)는 편모가 있는 생식세포이다. 동물의 생식세포를 가리킬때는 잘 쓰이지 않는다. 무성생식 포자(spore)이거나 유성생식 생식자(gamate)일 수 있다.

## 같이 보기
- 부등편모조류
- 편모충류
- 유주자(zoospore)
- 장정기